# Robertsita
La robertsita és un mineral de la classe dels fosfats que pertany al grup mitridatita. Va ser descoberta el 1974 en una mina del comtat de Custer, a l'estat de Dakota del Sud (Estats Units), sent nomenada així en honor de Willard Lincoln Roberts (1923-1987), mineralogista nord-americà.

## Característiques
La robertsita és un fosfat hidratat de calci i manganès. És isoestructural amb l'arseniosiderita, mineral amb el qual forma una sèrie de solució sòlida en què la substitució gradual del manganès per ferro i de fòsfor per arsènic va donant els diferents minerals de la sèrie. Cristal·litza en el sistema monoclínic formant cristalls pseudorombohedrals, tot i que també s'hi pot trobar en hàbit fibrós i formant agregats botrioides. És dimorf de la pararrobertsita.
Segons la classificació de Nickel-Strunz, la robertsita pertany a «08.DH: Fosfats amb cations de mida mitjana i gran, (OH, etc.):RO₄ < 1:1» juntament amb els següents minerals: minyulita, leucofosfita, spheniscidita, tinsleyita, jahnsita-(CaMnFe), jahnsita-(CaMnMg), jahnsita-(CaMnMn), keckita, rittmannita, whiteita-(CaFeMg), whiteita-(CaMnMg), whiteita-(MnFeMg), jahnsita-(MnMnMn), kaluginita, jahnsita-(CaFeFe), jahnsita-(NaFeMg), jahnsita-(NaMnMg), jahnsita-(CaMgMg), manganosegelerita, overita, segelerita, wilhelmvierlingita, juonniita, calcioferrita, kingsmountita, montgomeryita, zodacita, arseniosiderita, kolfanita, mitridatita, pararobertsita, sailaufita, mantienneita, paulkerrita, benyacarita, xantoxenita, mahnertita, andyrobertsita, calcioandyrobertsita, englishita i bouazzerita.

## Formació i jaciments
Es forma com a mineral secundari en les últimes etapes de cristal·lització de pegmatites complexes tipus granit. També se n'ha trobat en jaciments de fosfats en calcàries, derivats del guano de ratapinyada. Sol trobar-se associada a altres minerals com: rockbridgeita, ferrisicklerita, leucofosfita, jahnsita, montgomeryita, col·linsita, hureaulita, fluorapatita, calcita, dolomita, quars o minerals de l'argila.